# Szymon Lachowicz
Szymon Lachowicz (ur. 25 kwietnia 1927 w Rafajłowej, zm. 6 marca 1985) – polski działacz samorządowy i partyjny, były I sekretarz Komitetu Powiatowego PZPR w Olesnie, w latach 1974–1975 prezydent Opola.

## Życiorys
Syn Ignacego i Stefanii. Został absolwentem Międzywojewódzkiej Szkoły Partyjnej we Wrocławiu (1956) i Technikum Rolniczego w Falentach (1959). W latach 1962–1965 studiował w Wyższej Szkole Nauk Społecznych przy KC PZPR, w 1967 uzyskał magisterium z ekonomii. W latach 1952–1957 przewodniczył zarządowi powiatowemu Związku Młodzieży Polskiej w Olesnie. Ponadto od 1962 należał do ZBOWiD.
W 1952/3 wstąpił do Polskiej Zjednoczonej Partii Robotniczej. Pozostawał instruktorem (1959), sekretarzem ds. organizacyjnych (1959–1962) i I sekretarzem (1966–1971) Komitetu Powiatowego PZPR w Olesnie. W międzyczasie od 1965 do 1966 był starszym instruktorem Wydziału Rolnego Komitetu Wojewódzkiego PZPR w Opolu, następnie był jego członkiem (1967–1973). W 1971 starszy referent Wojewódzkiego Komitetu Kontroli Partyjnej w Opolu, następnie do 1973 sekretarz Komitetu Miasta i Powiatu PZPR w Opolu. W 1975 został członkiem Wojewódzkiej Komisji Rewizyjnej KW PZPR w Opolu. 17 grudnia 1973 wybrany pierwszym od 1950 prezydentem Opola, pełnił tę funkcję od 1 stycznia 1974 do 31 stycznia 1975. W latach 1975–1982 był wiceprezesem Wojewódzkiego Związku Kółek Rolniczych w Opolu. W 1982 przystąpił do Patriotycznego Ruchu Odrodzenia Narodowego.
W 1955 został odznaczony Brązowym Krzyżem Zasługi.
Pochowany na cmentarzu komunalnym w Opolu.